# ヴァイルの定理 (幾何学)

三角形、四角形、六角形におけるヴァイルの定理

幾何学において、ヴァイルの定理（ヴァイルのていり、英:Weill's theorem）とは、多角形の外接円と内接円に関する定理である。ジョゼフ・リウヴィルの雑誌『Journal de Mathématiques Pures et Appliquées』で1878年、ヴァイル（Weill）が証明した。書籍によっては、ワイルの定理、ウェイルの定理とも書かれている。

## 定理
nを3以上の整数とする。ポンスレの閉形定理によれば、ある2円を外接円、内接円とするn角形が一つあれば、そのようなn角形は無数に存在する。このとき、n角形の辺と内接円の接点が成す多角形の幾何中心は一定である。これをヴァイルの定理と言う。また、その点はヴァイル点（Weill point）と呼ばれる。
1888年、ジョン・ケイシーはn個の接点のうちm個（mは、n≧m>0を満たす整数）の点の幾何中心の軌跡は定円であることを発見した。ヴァイル点はn=mの場合である。

## 三角形のヴァイル点
三角形のヴァイル点は、接触三角形の重心として定義される（三角形の重心は幾何中心と一致する）。Encyclopedia of Triangle centersでは三角形の中心としてX(354)に登録されている。ヴァイル点WはOI線上に存在し、ヴァイル点と外心は、内心を
{\displaystyle WI:IO=r:3R=(a+b-c)(a-b+c)(-a+b+c):6abc}
に内分する。ここでr,Rはそれぞれ内接円、外接円の半径である。ヴァイル点の三線座標は以下の式で与えられる。
{\displaystyle (b-c)^{2}-a(b+c):(c-a)^{2}-b(a+c):(a-b)^{2}-c(a+b)}
三角形のヴァイル点はアダムス円と3辺の6つ交点の幾何中心、コンウェイ円と3辺の6つの交点の幾何中心などと一致する。